# Dó đất đồng châu
Dó đất đồng châu hay dương đài nấm (danh pháp hai phần: Balanophora fungosa) là một loài thực vật có hoa trong họ Balanophoraceae. Loài này được J.R.Forst. & G.Forst. mô tả khoa học đầu tiên năm 1775.
Loài này được công nhận là bao gồm 1 phân loài (loài phụ) và 2 thứ như sau:
- Phân loài B. f subsp. indica (Arn.) B.Hansen, đồng nghĩa: Balanophora indica: Tiếng Việt thường được gọi là dương đài nấm[2], dó đất, xà cô, chu ca ra, tỏa dương.[3] (đồng nghĩa: khoảng 27 danh pháp)
- Thứ B. f var. globosa (Jungh.) B.Hansen (đồng nghĩa: Balaniella globosa (Jungh.) Tiegh.; Balaniella ramosa (Fawc.) Tiegh.; Balanophora gigantea Wall. ex Fawc.; Balanophora globosa Jungh.; Balanophora indica var. globosa (Jungh.) Bân; Balanophora ramosa Fawc.)
- Thứ B. f. var. minor (Eichler) B.Hansen (đồng nghĩa: Balanophora indica var. minor Eichler)